# Villa Frischauer

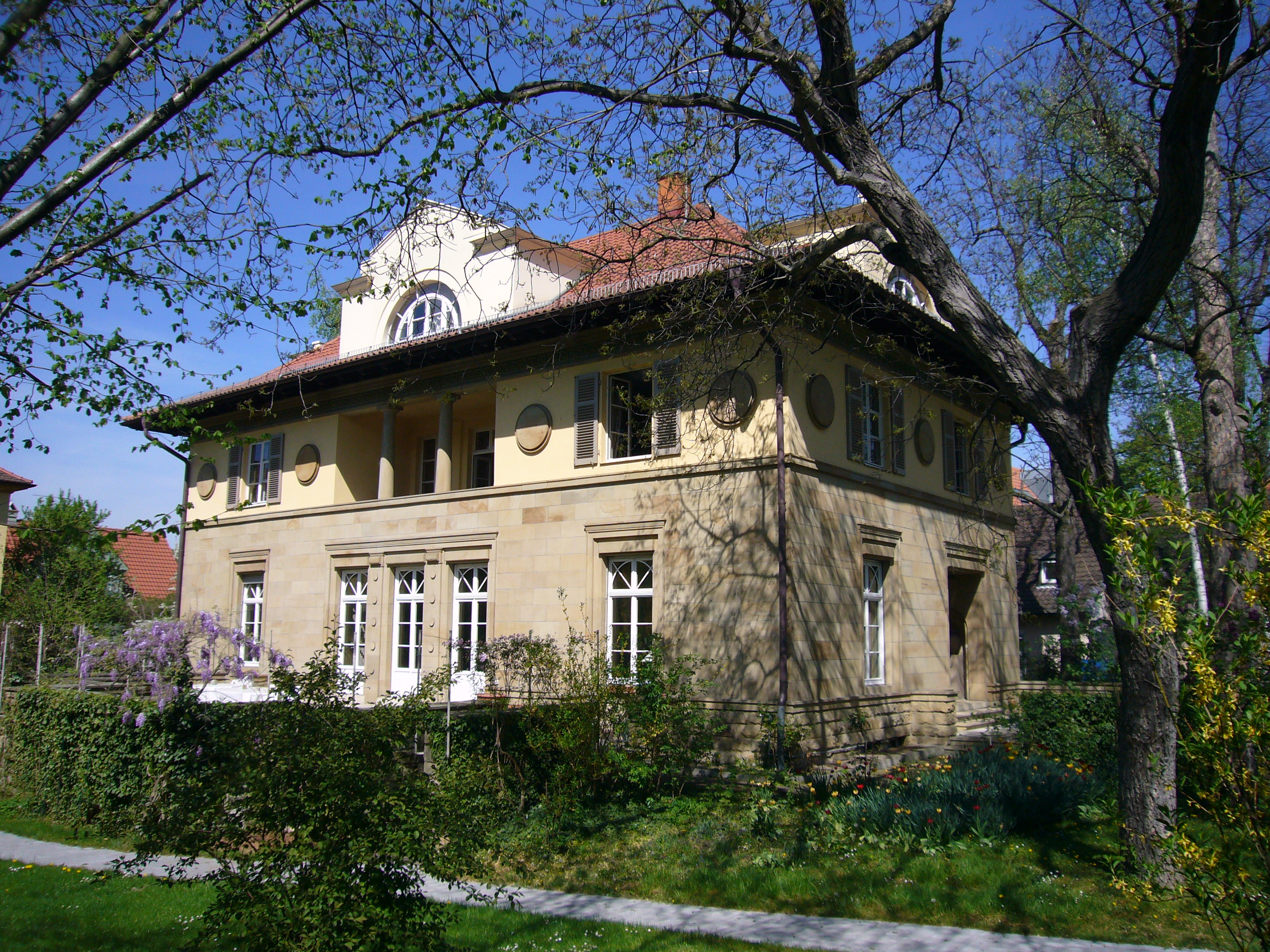
Villa Frischauer in Ludwigsburg (Südseite)

Die Villa Frischauer in Ludwigsburg in Baden-Württemberg wurde 1923 errichtet. Die Villa ist ein freistehendes Haus an der Asperger Straße 34. Sie besitzt den Status eines geschützten Kulturdenkmals. Die Villa war ursprünglich Eigentum der Familie Frischauer.

## Geschichte
Die Villa im Stil des Neoklassizismus wurde für den Asperger chemischen Betriebsleiter Hans Frischauer (siehe auch Stolpersteine für die Familie Frischauer) nach Plänen von Otto Eichert errichtet. Der zweigeschossige Werksteinbau mit Eisenbetonkonstruktion besitzt ein überhöhtes Treppenhaus mit apsidialem Schluss. Die Zwerchhäuser sind mit Lünettenfenstern versehen. Diese Gestaltung verleiht der Villa einen künstlerischen Teint. Außerdem besitzt die Villa eine Zentralheizung und große Gesellschaftsräume. An der Südseite ist ein Terrassenvorbau zum Garten und mittig eine Säulenloggia im Obergeschoss vorhanden. Diese Ausstattungen präsentieren den damaligen Wohlstand der Familie Frischauer.
Die Familie Frischauer wurde 1939 vertrieben. Das Gebäude wurde 1939 vom Ortsgruppenleiter der NSDAP und ehrenamtlichen Bürgermeister Ferdinand Ostertag für die Stadt Ludwigsburg arisiert und dem Bürgermeister Karl Frank als Dienstvilla vermietet. Franks Ehefrau beauftragte kleinere Umbauten an der Villa, die belegt sind. 1945 wurde die Villa erst von französischen Truppen, dann auch von amerikanischen Truppen besetzt. Im Jahre 1949 wird die Villa Frischauer dann an die Vermögenskontrolle Stuttgart übergeben. Die wiederum die Immobilie an die Einzige aus der Familie, den Holocaust überlebende Gertrude Karoline Frischauer zurückgaben. Durch Verhandlungen wird die Villa zurückerworben (sie hatten nach der Rückgabe der Immobilie in einem Mietsverhältnis zu Gertrude Frischauer gestanden), für einen Preis von 37.500 Reichsmark. Eigentlich betrug der Bauwert 120.000 Reichsmark von welchen 70.000 Reichsmark erbeten wurden. Aufgrund von genommener Darlehen, um Steuerschulden zu decken, blieb dem Verkäufer kein Erlös übrig. Seit 1949 ist die Villa der Sitz des Deutsch-Französischen Instituts.
2009 wurden vier Stolpersteine vor der Villa Frischauer verlegt, zur Erinnerung an die ermordeten Familienmitglieder Frischauer.
Die Villa war mehrfach Drehort von Filmen, zuletzt 2018 für den Kurzfilm Struwwelerror der Filmakademie Baden-Württemberg.

## Familie Frischauer
Familie Frischauer war eine wohlhabende jüdische Familie. Sie lebten in der Villa Frischauer, Asperger Str. 34, 71634 Ludwigsburg. Sie waren Opfer des Nationalsozialismus. Politische Umstände des Nationalsozialismus zwangen die fünfköpfige Familie Frischauer ihre Besitztümer, wie ihre „Villa Frischauer“, ihre Fabrik Frischauer & Co. und ihren Wohnsitz unfreiwillig herzugeben und nach Prag auszuwandern. Nur die Tochter Gertrude Karoline Basto, geb. Frischauer, hat die Zeit des Nationalsozialismus überlebt und stellt dahingehend Ansprüche auf Entschädigung aufgrund des Verlustes des familieneigenen Fabrikbesitzes und des Verlusts ihrer „Villa Frischauer“ als Vermögensschaden, der Auswanderungskosten (Wirtschaftsdank als Sonderabgabe) sowie wegen Freiheitsberaubung, Tragen des „Judensterns“ und des Todestransportes.
Hans (Johann) Frischauer

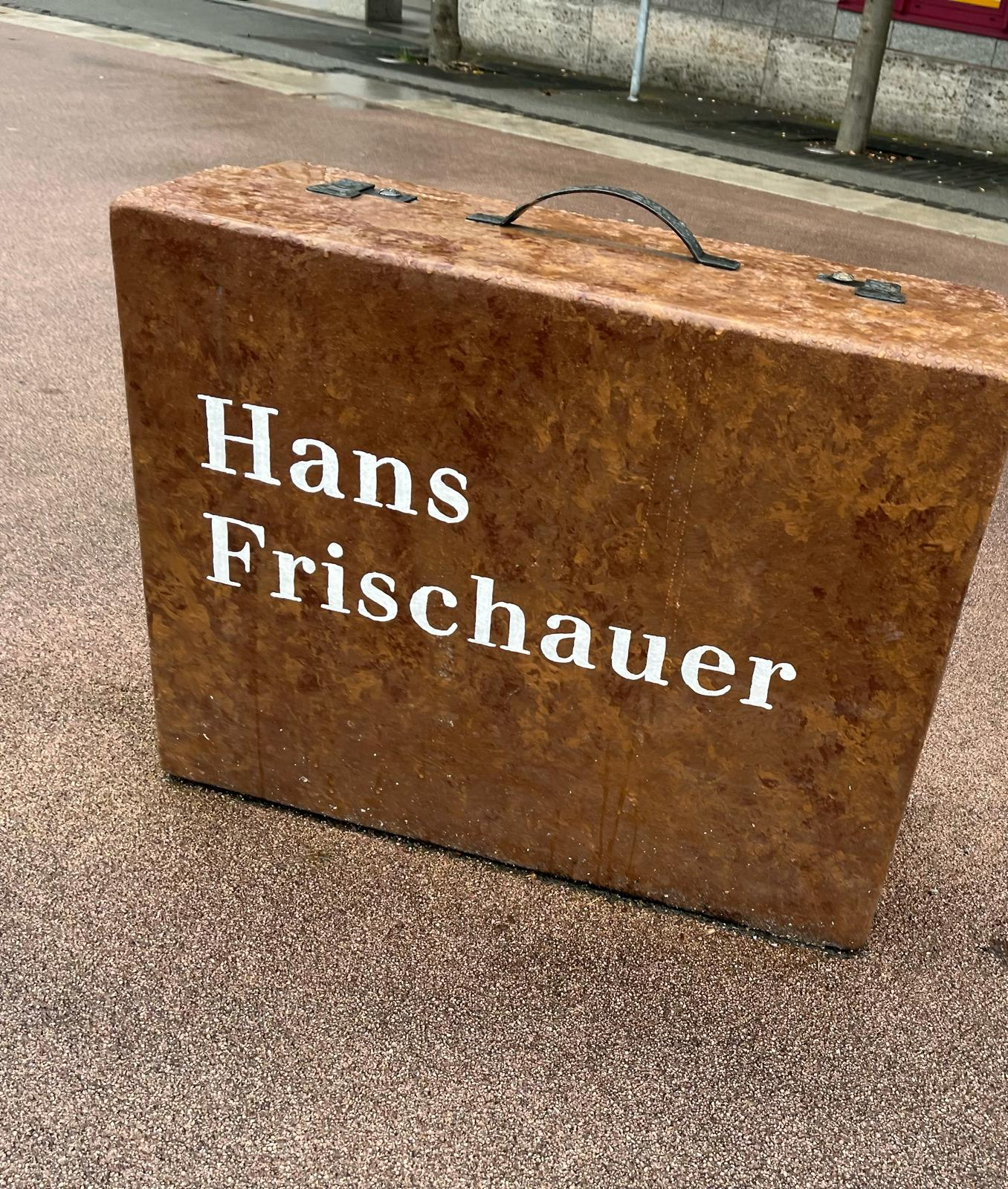

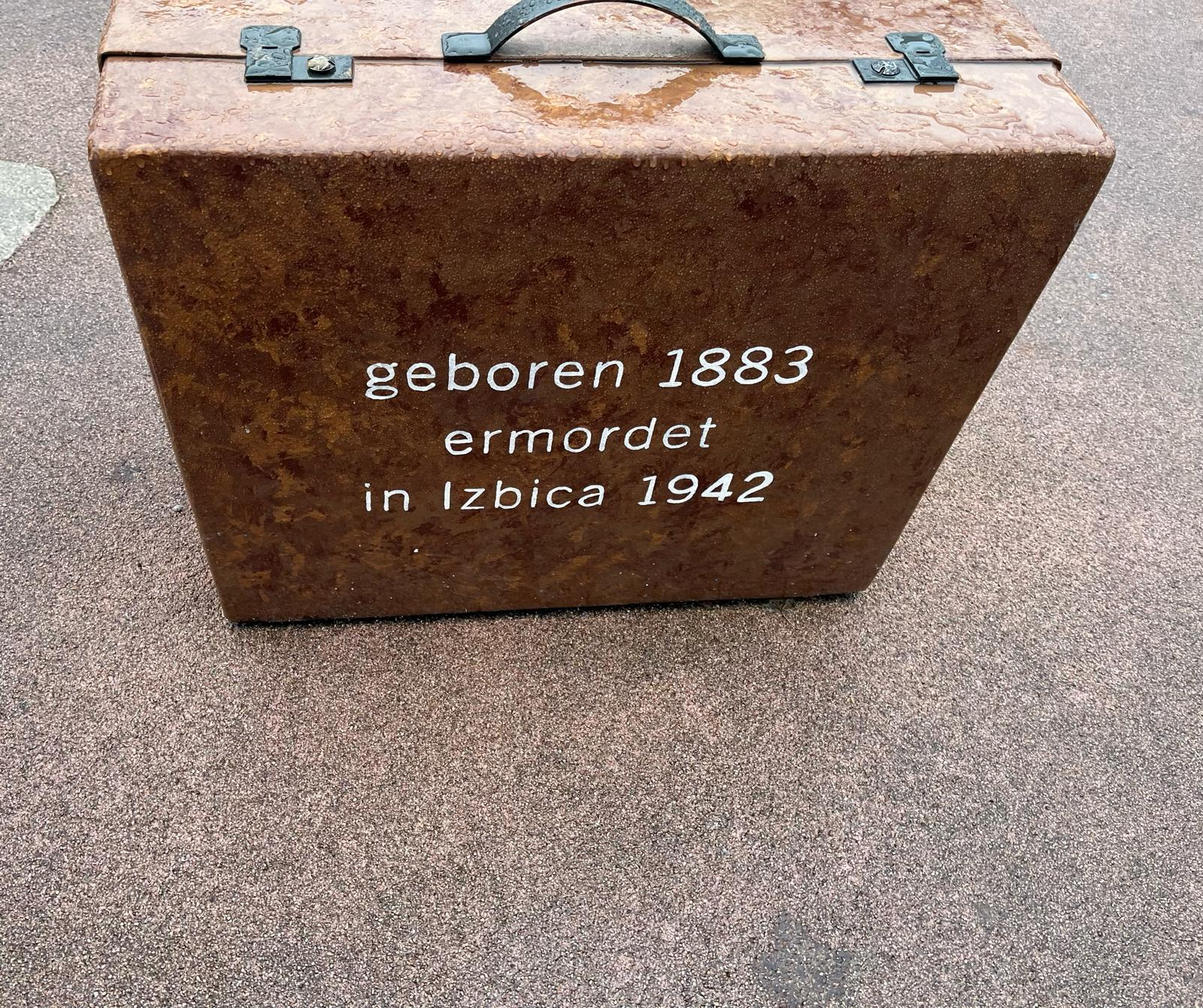

Hans Frischauer, geboren am 24. Dezember 1883 in Brünn, Kind von Leopold und Sophie Frischauer, war gelernter Farbenfachmann (Chemiker). Er lebte seit 1910 bis 1938, bis zu seinem unfreiwilligen Auswandern, ununterbrochen in Ludwigsburg. Am 3. Mai 1920 heiratete er Meta Weil und bekam mit ihr drei Kinder: Robert Leopold, Walter Leopold und Gertrude Karoline. Er war der chemische Betriebsleiter der Fabrik Frischauer & Co. Die Firma Frischauer & Co. war eine chemische Fabrik, die von 1910 bis 1938 und unter diesem Namen geführt wurde. Die Firma war wirtschaftlich sehr lukrativ, stellte Rostschutzfarben her und bekam nach 1938, unrechtmäßig einen neuen Besitzer und den Namen Woerweg zugeteilt. Im Jahre 1938 wurde der Firma eine Arisierung zuteil, die Hans Frischauer geschickt umging, indem er die Firma so aufteilte, dass sie von zwei Deutschen ohne jüdischen Hintergrund geführt wurde. Hans Frischauer zog die Fäden im Hintergrund. Trotzdem konnte er dem Nationalsozialismus nicht entkommen. Die Zeitschrift „Flammenzeichen“ die NS-Propaganda vertrieb, begann mit einer Hetzschrift gegen die Familie Frischauer und deren Wohlstand. Schnell wurden der Fabrik Frischauer & Co. falsche Steuerangaben und das Missachten von Bewirtschaftungsvorschriften vorgeworfen. Hans Frischauer nutzte seine tschechische Staatsbürgerschaft und floh nach Prag. Dort lebte er in einer kleinen Zweizimmerwohnung, in welche ihm seine beiden Söhne und seine Frau nach kurzer Zeit folgten. Am 27. April 1942 wurde Hans Frischauer mit seinen beiden Söhnen, seiner Ehefrau der Freiheit beraubt, von Prag aus nach Izbica in Polen deportiert (Todestransport) und dort ermordet.
Meta Frischauer
Meta Frischauer wird am 27. Mai 1895 in der wohlhabenden Familie Weil in Ludwigsburg geboren. Ihr Tod wird im Jahre 1949 auf den 1. Oktober 1942 festgelegt. Am 27. April 1942 wird sie mit ihren beiden Söhnen und ihrem Ehemann der Freiheit beraubt, von Prag aus nach Izbica in Polen deportiert (Todestransport) und dort ermordet.
Robert Leopold Frischauer
geboren am 7. Dezember 1922. Sein Sterbedatum wird im Jahre 1949 auf den 1. Oktober 1942 festgelegt. Am 27. April 1942 wird er mit seinem Bruder und seinen Eltern der Freiheit beraubt, von Prag aus nach Izbica in Polen deportiert (Todestransport) und dort ermordet.
Walter Leopold Frischauer
geboren am 25. August 1929. Sein Sterbedatum wird im Jahre 1949 auf den 1. Oktober 1942 festgelegt. Am 27. April 1942 wird er mit seinem Bruder und seinen Eltern der Freiheit beraubt, von Prag aus nach Izbica in Polen deportiert (Todestransport) und dort ermordet.
Gertrude Karoline Frischauer
Gertrude Karoline Frischauer wurde am 13. April 1921 in Stuttgart geboren und besaß, wie ihr Vater, die tschechische Staatsangehörigkeit. Ihre inzwischen nach Prag geflohenen Eltern schickten sie – noch bevor die Deportationen auch in Prag begannen – rechtzeitig nach England, wo sie später die britische Staatsangehörigkeit erlangte. Sie heiratete dort und bekam einen Sohn, Robert, und wurde Alleinerbin der Familie Frischauer. Sie reichte ab dem Jahr 1958 verschiedene Anträge ein, um Entschädigungen der oben genannte Punkte unter „Familie Frischauer“ zu bekommen. Ihre Ansprüche auf Woerweg wurden mit einem Vergleich geregelt, wobei anzumerken ist, dass der ausgezahlte Geldbetrag am 10. Oktober 1962 korrigiert wurde, da bei dem Vergleich der Firmenwert nicht korrekt berechnet wurde. Gertrude Karoline Fischer erhielt eine Nachzahlung von 270.000 D-Mark. Sie kämpfte ca. 10 Jahre um ihre Entschädigungen. Viele Anträge wurden abgelehnt. Den Antrag „Schaden an Freiheit“ stellte sie zweimal. Der zweitgestellte Wiederholungsantrag wurde zugelassen und entschädigte sie mit insgesamt 1.800 D-Mark, d. h. 150 D-Mark pro Monat, in dem die Familie Frischauer der Freiheit beraubt war.